# エレックス極東
株式会社エレックス極東（エレックスきょくとう）は、愛知県名古屋市天白区に本社を置く企業。

## 沿革
- 1963年3月1日 - 三宅大策が、名古屋市中村区に極東電氣株式会社を設立。
- 1967年 - 名古屋市昭和区に社屋を建設。
- 1973年 - 岐阜県恵那市に中部極東電氣株式会社を設立。
- 1974年 - 静岡市に東海極東電氣株式会社を設立。
- 1978年 - 中部極東電氣株式会社を合併。
- 1982年 - 名古屋市天白区に名古屋事務所を開設。
- 1986年 - 本社を名古屋市に移転。
- 1989年 - 名古屋市天白区に本社社屋を建設。
- 1996年 - 三宅延嗣が代表取締役社長に就任。
- 2000年
  - 3月 - 川崎サービスセンターを開設。
  - 6月 - 株式会社極東エレテックに社名変更。
- 2004年 - 東京支社を開設。
- 2006年 - 九州支社を開設。
- 2008年 - 岡崎サービスセンターを開設。
- 2012年 - 株式会社エレックス極東に社名変更。
- 2014年
  - 秋田ネットワークセンターを開設。
  - 三重センターを開設。
- 2015年
  - エレックス極東 北九州を開設。
  - エレックス極東 鷹巣を開設。
- 2019年 - 四日市サービスセンターを開設。

## 事業所
名古屋本社
- 〒468-0056 愛知県名古屋市天白区島田3丁目608-1

九州支社
- 〒812-0013 福岡県福岡市博多区博多駅東1丁目10-23 新幹線ビル1号館

川崎センター
- 〒210-0015 神奈川県川崎市川崎区南町1-1 日本生命川崎ビル7F

岐阜サービスセンター
- 〒500-8842 岐阜県岐阜市金町5丁目24 G-frontII9F

東濃センター
- 〒509-7122 岐阜県恵那市武並町竹折字上新田267-29

三河センター・絶縁油解析ラボ（旧岡崎サービスセンター）
- 〒444-0066 愛知県岡崎市広幡町1-7

秋田ネットワークセンター
- 〒010-0951 秋田県秋田市山王2丁目1-53 秋田山王21ビル6F

三重センター
- 〒514-0032 三重県津市中央2-18

エレックス極東 北九州
- 〒802-0002 福岡県北九州市小倉北区京町3丁目14-17 五十鈴ビル新館8F

エレックス極東 鷹巣
- 〒018-3454 秋田県北秋田市脇神字高森岱89

四日市サービスセンター
- 〒510-0075 三重県四日市市安島1丁目1-3 第一富士ビル6F

## 提供番組
現在
- 楠田晴正のYa! Ya! Night!（FM AICHI）

過去
- HEADLINE NEWS（ZIP-FM）
- Traffic Report（FM FUKUOKA）